# 摩擦系数
摩擦系数又称动摩擦因数，是两固体表面之间的滑动摩擦力与正向压力的比值（两者成正比）。摩擦系数由滑动面的性质、粗糙度和（可能存在的）润滑剂所决定。滑动面越粗糙，摩擦系数越大。摩擦係数通常用希腊字母μ來表示。
物体间的摩擦系数分为两种，一种是滑动摩擦系数，另一种为最大静摩擦力系数，在数值上，后者略大于前者。
另外，如果两物体间的相对速度较大，那么滑动摩擦系数还和相对速度大小有关。
摩擦系数通常用摩擦角法测定：将两物体中的一个倾斜放好作为斜面，让另一物体沿斜面滑下，逐渐减小倾角θ至上面的物体可以匀速下滑，再根据公式：
mgsinθ0=μmgcosθ0，
得：μ=tan θ0。
（θ0 ：摩擦角）

## 常用材料的摩擦係數
| 材料          | 無潤滑摩擦係數 | 有潤滑摩擦係數 |                 | 材料 | 無潤滑摩擦係數 | 有潤滑摩擦係數 |
| 鋼-鋼（靜）   | 0.15           | 0.1～0.12      | 鋼-鋼（動）     | 0.1  | 0.05～0.1      |                |
| 鋼-軟 鋼      | 0.2            | 0.1～0.2       | 鋼-不淬火的T8鋼 | 0.15 | 0.03           |                |
| 鋼-鑄鐵（靜） | 0.2～0.3       | 0.05～0.15     | 鋼-鋁           | 0.17 | 0.02           |                |
| 鋼-鑄鐵（動） | 0.16～0.18     | 0.05～0.15     | 鋼-黃銅         | 0.19 | 0.03           |                |
| 鋼-青銅（靜） | 0.15～0.18     | 0.1～0.15      | 鋼-軸承合金     | 0.2  | 0.04           |                |
| 鋼-青銅（動） | 0.07           | 0.1～0.15      |                 |      |                |                |